# عظاءة عمانية زرقاء
عظاءة عُمانية زرقاء أو عظاءة زرقاء الذيل أو عظاءة عُمانية زرقاء الذيل (الاسم العلمي: Omanosaura cyanura)، نوع من العظاءات من فصيلة العظاءات الحقيقية. توجد في عُمان والإمارات العربية المتحدة.